# Fonds du logement des familles nombreuses de Wallonie
Pour les articles homonymes, voir FLW.
Le Fonds du logement des familles nombreuses de Wallonie (FLW) est une entreprise relevant des mouvements coopératif et associatif. Son sociétaire de référence est l'ASBL "Ligue des Familles".
Le Fonds apporte aux familles et aux associations les ressources et l'assistance adaptées à chaque projet pour l'insertion durable dans un habitat de qualité, énergétiquement performant et respectueux du patrimoine existant.
Ses missions sont reconnues d'utilité publique par le Code wallon du logement et de l'habitat durable.

## Les métiers du Fonds
Le Fonds exerce 3 métiers : 
1.	Octroyer des crédits sociaux.
Le Fonds octroie aux familles de 3 enfants et plus des prêts à taux très bas pour acheter ou construire leur habitation ou pour réaliser des travaux d'amélioration intrinsèque ou énergétique de leur logement.  Dans certaines conditions, le Fonds peut également financer des travaux de rénovation de logements loués par des propriétaires bailleurs, voire les travaux nécessaires à l'accueil d'un parent âgé.
2.	Rénover et louer.
Le Fonds allie l'approche immobilière et l'accompagnement social, en achetant pour les rénover des bâtiments urbains qu'il loue à des familles nombreuses en état de précarité ou disposant de revenus modestes. À cette fin il collabore à de nombreux partenariats dans le cadre des programmes communaux du logement. 
3.	Mettre son expertise au service des associations.
```
Le Fonds encadre les organismes à finalité sociale (OFS) agréés par la Région : les agences immobilières sociales, les régies des quartiers et les associations de promotion du logement, au bénéfice d'une population fragilisée en problématique de logement et nécessitant le plus souvent un accompagnement social.
```

Ces métiers relèvent de 2 pôles : le logement et l’insertion sociale. 
Le prêt hypothécaire constitue l’activité dominante en ce qui concerne le chiffre d’affaires, les subsides régionaux et le personnel. 
Le FLW en quelques chiffres :
-        19.639 prêts en cours de remboursement;
-        1.349 logements acquis, 1163 familles logées ;
-        87 ASBL conseillées, coordonnées, contrôlées et financées;
-        180 employés;
-        Bâtiments administratifs : 1 siège central (Charleroi) et 4 bureaux régionaux (Mons, Charleroi, Namur et Liège).

## Les bénéficiaires du Fonds
Les bénéficiaires des interventions du Fonds se répartissent comme suit :
| Outils                                    | Catégorie des revenus         | Famille nombreuse   |
| ----------------------------------------- | ----------------------------- | ------------------- |
| Prêts hypothécaires                       | Précaires, modestes et moyens | Oui                 |
| Aide locative                             | Précaires et modestes         | Oui, principalement |
| Organismes de logement à finalité sociale | Précaires et modestes         | Non                 |

Le  Fonds s’adresse à tout l’éventail des bénéficiaires des aides régionales, du mal logé au ménage à revenus moyens, même si la majorité des bénéficiaires directs sont des familles nombreuses à revenus précaires. Le public touché en deuxième ligne via les OFS est constitué d’une population fragilisée.
Sur le plan institutionnel, le Fonds occupe une position spécifique dans le secteur du logement, de par son approche très diversifiée en matière d’outils d’intervention, de métiers et de bénéficiaires. Dans la sphère économique privée, cette situation n’est pas exceptionnelle : dans nombre d’entreprises et de groupes d’entreprises, les activités sont développées sur des produits ou secteurs complémentaires (intégration verticale) ou indépendants (diversification).

## Son positionnement
Le positionnement du Fonds peut être défini par les valeurs qui fondent l’ensemble de ses missions et sur lesquelles s’appuient ses activités. 
•	Le bien-être individuel comme familial passe par la satisfaction des besoins élémentaires.  Des ressources financières suffisantes, un emploi, l’occupation durable d’un logement décent en constituent les conditions nécessaires. 
•	Le bien-être passe encore par une intégration dans le milieu de vie : la famille, le logement, le quartier. Cette intégration contribue à l’exercice effectif de la citoyenneté et à l’indispensable cohésion sociale. 
•	Habiter, c’est vivre parmi les autres, dans un espace bâti et naturel que l’on s’approprie tout en respectant l’héritage des générations précédentes et futures.
•	Dans la perspective d’un développement sociétal durable, les ressources bâties qui constituent notre cadre de vie et les capacités humaines doivent faire l’objet d’une valorisation optimale.  C’est ainsi que les projets immobiliers du Fonds (et des associations agréées)ciblent majoritairement le patrimoine bâti existant (acquisition, rénovation, location, prise en gestion). 
•	La mixité des ménages constitue le meilleur garant de la cohésion sociale.  Le Fonds favorise à cette fin des opérations immobilières de petite échelle, au sein des noyaux d’habitat existants.  Il crée ainsi des logements sociaux assimilés indistincts des logements privés, dans le respect de la dignité humaine et du principe d’égalité individus.
•	Le passage d’un statut à un autre (sans-abri,locataire social ou privé, propriétaire ) constitue un changement radical et peut entraîner des embarras d’ordre social, administratif, technique ou financier.  Un accompagnement des ménages de condition modeste pour gérer ces  difficultés s’avère  particulièrement opportun. 
•	Le service à rendre par le Fonds intègre donc dès le départ la singularité du projet de chaque ménage. L’intervention du Fonds repose sur sa capacité permanente à combiner différentes perspectives pour offrir à ses bénéficiaires des solutions personnalisées. Cette conviction caractérise le mieux le positionnement du Fonds, car elle crée une plus-value par rapport à l’ensemble des acteurs régionaux du secteur.  Dans les faits, cette adaptation permanente aux singularités de chaque projet exige la mise en place d’équipes pluridisciplinaires.

## L'environnement en mouvement du FLW
Un certain nombre de facteurs influent sur les perspectives de l’entreprise.

### Logement durable - Marchés immobiliers - Énergie
La dimension durable qui s'est imposée dans le domaine de l'habitat est prise en compte dans les interventions du Fonds.
Les prix sur le marché immobilier ont fortement crû ces dernières années, plus rapidement que les revenus ; la crise du logement touche davantage les ménages à revenus précaires, et de plus en plus les familles à revenus modestes.
Les prix des matières premières sont également en croissance accélérée, avec une incidence significative sur les prix des biens de consommation et de l'énergie en particulier. Le pouvoir d’achat réduit des ménages limite davantage la capacité contributive des emprunteurs et des locataires.

### Les familles
La notion de famille – et singulièrement de famille nombreuse - est en évolution constante. L’image du couple hétérosexuel avec plusieurs enfants est dépassée :  ménages recomposés, cohabitations de parents de sexe différent ou non, sont de plus en plus courants. Le droit est régulièrement adapté à ces évolutions. 
En outre, le nombre de seniors est en augmentation continue. Les ménages composés d’une seule personne occupant des logements familiaux sont toujours plus nombreux, ce qui contribue à renforcer la pression sur les prix de ces logements.

### Les associations
Les 87 associations agréées actives en matière de logement et d’insertion sociale sont les partenaires privilégiés du Fonds. Elles constituent avec le Fonds le réseau ELIS.
Les agences immobilières sociales desservent des territoires occupés par plus de 89 % de la population wallonne ; le développement continu de leur parc immobilier nécessite une évolution adaptée de leurs outils de gestion. 
Les régies des quartiers, principalement actives en matière d’insertion socio-professionnelle et d’animation de quartiers, étendent leurs actions au domaine du logement et de l’habitat. 
L’agrément des associations de promotion du logement a permis par ailleurs d’apporter une plus-value au réseau, compte tenu de leur savoir-faire propre en tant qu’associations de la société civile.
Pour les trois types d'OFS, des demandes visant à étendre leur présence à des communes non encore desservies sont régulièrement soumises au ministre du Logement.

### Les communes
L’ancrage communal a renforcé le rôle des communes dans la décision de créer des logements subventionnés sur leur territoire. Les municipalités rurales sont particulièrement sensibles aux offres de services du Fonds ; ce sont aussi les communes que le Gouvernement cible prioritairement dans le cadre de l’élaboration des programmes de nouveaux logements.

### La Société Wallonne du Logement et ses sociétés agréées
La Société wallonne du Logement (SWL) et ses sociétés sont les principaux pourvoyeurs de logements financés par les programmes communaux. La construction neuve continue à occuper une place privilégiée, entre autres sous l’impulsion des partenariats avec le secteur privé. 
La rénovation du parc locatif mobilise de manière importante les sociétés, tandis que la SWL doit renforcer son contrôle sur la gestion de celles-ci et favoriser la vente du parc.

### La Société Wallonne du Crédit Social et ses guichets de crédit social
La Société Wallonne du Crédit Social et ses guichets accordent des prêts à taux réduits pour les ménages, avec 2 enfants au plus, désireux d’accéder à un premier logement en propriété ou de réaliser des travaux de rénovation ou de performance énergétique. Les conditions d’octroi de ces prêts ont été harmonisées par rapport à celles du Fonds.
Certains guichets locaux accueillent, dans leurs bureaux, les permanences du Fonds.

### La Région
La Région fixe le cadre général de la politique wallonne du logement. Elle attribue les crédits annuels au Fonds et définit les priorités à travers le contrat de gestion.